# Campeonato Piauiense de Futebol de 1978
O Campeonato Piauiense de Futebol de 1978 foi o 38º campeonato de futebol do Piauí. A competição foi organizada pela Federação Piauiense de Desportos e o campeão foi o Ríver.

## Premiação
| Campeonato Piauiense de Futebol de 1978 |
| --------------------------------------- |
| RÍVER Bicampeão (18º título)            |